# Wasyl Buchonko
Wasyl Buchonko (ukr. Василь Бухонко, ur. 19 października 2007) – ukraiński skoczek narciarski. Uczestnik mistrzostw świata juniorów (2024 i 2025) oraz igrzysk olimpijskich młodzieży (2024). Medalista mistrzostw kraju.
W sierpniu 2023 zadebiutował w FIS Cupie, zajmując 65 i 68. miejsce w Szczyrku. Pierwsze punkty tego cyklu zdobył w październiku 2023, plasując się na 22. pozycji słabo obsadzonych zawodów w Râșnovie. Wystartował na Zimowych Igrzyskach Olimpijskich Młodzieży 2024 w Pjongczangu, na których zajął 31. miejsce indywidualnie oraz 14. lokatę w konkursie drużyn mieszanych, a także na Mistrzostwach Świata Juniorów 2024 w Planicy, gdzie zajął 58. miejsce indywidualnie.
Jest medalistą mistrzostw Ukrainy – w lutym 2024 zdobył srebrny medal w konkursie drużynowym mężczyzn i brązowy medal w konkursie drużyn mieszanych.

## Mistrzostwa świata juniorów

### Indywidualnie
| 2024 Planica     | – | 58. miejsce |
| 2025 Lake Placid | – | 48. miejsce |

### Starty W. Buchonki na mistrzostwach świata juniorów – szczegółowo
| Miejsce | Dzień     | Rok  | Miejscowość | Skocznia            | Punkt K | HS     | Konkurs  | Skok 1 | Skok 2 | Nota     | Strata    | Zwycięzca        |
| ------- | --------- | ---- | ----------- | ------------------- | ------- | ------ | -------- | ------ | ------ | -------- | --------- | ---------------- |
| 58.     | 8 lutego  | 2024 | Planica     | Srednja skakalnica  | K-95    | HS-102 | indywid. | 79,5 m | –      | 80,8 pkt | 185,9 pkt | Stephan Embacher |
| 48.     | 12 lutego | 2025 | Lake Placid | MacKenzie Intervale | K-90    | HS-100 | indywid. | 73,5 m | –      | 73,3 pkt | 184,8 pkt | Stephan Embacher |

## Igrzyska olimpijskie młodzieży

### Indywidualnie
| 2024 Gangwon/Pjongczang | – | 31. miejsce |

### Drużynowo
| 2024 Gangwon/Pjongczang | – | 14. miejsce (drużyna mieszana) |

### Starty W. Buchonki na igrzyskach olimpijskich młodzieży – szczegółowo
| Miejsce | Dzień       | Rok  | Miejscowość | Skocznia              | Punkt K | HS     | Konkurs      | Skok 1 | Skok 2 | Nota                  | Strata    | Zwycięzca       |
| ------- | ----------- | ---- | ----------- | --------------------- | ------- | ------ | ------------ | ------ | ------ | --------------------- | --------- | --------------- |
| 28.     | 20 stycznia | 2024 | Pjongczang  | Alpensia Jumping Park | K-98    | HS-109 | indywid.     | 79,5 m | 81,5 m | 114,4 pkt             | 99,6 pkt  | Ilja Miziernych |
| 14.     | 21 stycznia | 2024 | Pjongczang  | Alpensia Jumping Park | K-98    | HS-109 | druż. miesz. | 75,0 m | 81,0 m | 413,0 pkt (115,4 pkt) | 480,7 pkt | Słowenia        |

## Puchar Kontynentalny

### Miejsca w poszczególnych konkursachPucharu Kontynentalnego
stan po zakończeniu sezonu 2024/2025
| Źródło                                                                        | Źródło            | Źródło     | Źródło     | Źródło          | Źródło          | Źródło              | Źródło              | Źródło        | Źródło        | Źródło        | Źródło            | Źródło            | Źródło      | Źródło      | Źródło              | Źródło              | Źródło              | Źródło              | Źródło      | Źródło      | Źródło         | Źródło         | Źródło | Źródło | Źródło | Źródło | Źródło | Źródło | Źródło | Źródło | Źródło | Źródło | Źródło | Źródło | Źródło | Źródło | Źródło | Źródło | Źródło | Źródło | Źródło | Źródło | Źródło | Źródło | Źródło | Źródło | Źródło | Źródło | Źródło | Źródło | Źródło | Źródło | Źródło | Źródło | Źródło | Źródło | Źródło | Źródło | Źródło |
| ----------------------------------------------------------------------------- | ----------------- | ---------- | ---------- | --------------- | --------------- | ------------------- | ------------------- | ------------- | ------------- | ------------- | ----------------- | ----------------- | ----------- | ----------- | ------------------- | ------------------- | ------------------- | ------------------- | ----------- | ----------- | -------------- | -------------- | ------ | ------ | ------ | ------ | ------ | ------ | ------ | ------ | ------ | ------ | ------ | ------ | ------ | ------ | ------ | ------ | ------ | ------ | ------ | ------ | ------ | ------ | ------ | ------ | ------ | ------ | ------ | ------ | ------ | ------ | ------ | ------ | ------ | ------ | ------ | ------ | ------ |
| Sezon 2024/2025                                                               |                   |            |            |                 |                 |                     |                     |               |               |               |                   |                   |             |             |                     |                     |                     |                     |             |             |                |                |        |        |        |        |        |        |        |        |        |        |        |        |        |        |        |        |        |        |        |        |        |        |        |        |        |        |        |        |        |        |        |        |        |        |        |        |        |
| Zhangjiakou HS106                                                             | Zhangjiakou HS106 | Ruka HS142 | Ruka HS142 | Engelberg HS140 | Engelberg HS140 | Bischofshofen HS142 | Bischofshofen HS142 | Sapporo HS137 | Sapporo HS137 | Sapporo HS137 | Lillehammer HS140 | Lillehammer HS140 | Kranj HS109 | Kranj HS109 | Iron Mountain HS133 | Iron Mountain HS133 | Iron Mountain HS133 | Iron Mountain HS133 | Lahti HS130 | Lahti HS130 | Zakopane HS140 | Zakopane HS140 | punkty | punkty | punkty | punkty | punkty | punkty | punkty | punkty | punkty | punkty | punkty | punkty | punkty | punkty | punkty | punkty | punkty | punkty | punkty | punkty |        |        |        |        |        |        |        |        |        |        |        |        |        |        |        |        |        |
| -                                                                             | -                 | -          | -          | -               | -               | -                   | -                   | -             | -             | -             | -                 | -                 | 54          | -           | -                   | -                   | -                   | -                   | -           | -           | -              | -              | 0      | 0      | 0      | 0      | 0      | 0      | 0      | 0      | 0      | 0      | 0      | 0      | 0      | 0      | 0      | 0      | 0      | 0      | 0      | 0      |        |        |        |        |        |        |        |        |        |        |        |        |        |        |        |        |        |
| Legenda                                                                       |                   |            |            |                 |                 |                     |                     |               |               |               |                   |                   |             |             |                     |                     |                     |                     |             |             |                |                |        |        |        |        |        |        |        |        |        |        |        |        |        |        |        |        |        |        |        |        |        |        |        |        |        |        |        |        |        |        |        |        |        |        |        |        |        |
| 1 2 3 4-10 11-30 poniżej 30 dq – dyskwalifikacja - – zawodnik nie wystartował |                   |            |            |                 |                 |                     |                     |               |               |               |                   |                   |             |             |                     |                     |                     |                     |             |             |                |                |        |        |        |        |        |        |        |        |        |        |        |        |        |        |        |        |        |        |        |        |        |        |        |        |        |        |        |        |        |        |        |        |        |        |        |        |        |

## Letni Puchar Kontynentalny

### Miejsca w poszczególnych konkursachLetniego Pucharu Kontynentalnego
stan po zakończeniu LPK 2024
| Źródło                                                                        | Źródło             | Źródło          | Źródło          | Źródło      | Źródło      | Źródło            | Źródło            | Źródło | Źródło | Źródło | Źródło | Źródło | Źródło | Źródło | Źródło | Źródło | Źródło | Źródło | Źródło | Źródło | Źródło | Źródło | Źródło | Źródło | Źródło | Źródło | Źródło | Źródło | Źródło | Źródło | Źródło | Źródło | Źródło | Źródło | Źródło | Źródło | Źródło | Źródło | Źródło |
| ----------------------------------------------------------------------------- | ------------------ | --------------- | --------------- | ----------- | ----------- | ----------------- | ----------------- | ------ | ------ | ------ | ------ | ------ | ------ | ------ | ------ | ------ | ------ | ------ | ------ | ------ | ------ | ------ | ------ | ------ | ------ | ------ | ------ | ------ | ------ | ------ | ------ | ------ | ------ | ------ | ------ | ------ | ------ | ------ | ------ |
| 2024                                                                          |                    |                 |                 |             |             |                   |                   |        |        |        |        |        |        |        |        |        |        |        |        |        |        |        |        |        |        |        |        |        |        |        |        |        |        |        |        |        |        |        |        |
| Hinterzarten HS109                                                            | Hinterzarten HS109 | Trondheim HS105 | Trondheim HS105 | Stams HS115 | Stams HS115 | Klingenthal HS140 | Klingenthal HS140 | punkty | punkty | punkty | punkty | punkty | punkty | punkty | punkty | punkty | punkty | punkty | punkty | punkty | punkty | punkty | punkty | punkty | punkty | punkty |        |        |        |        |        |        |        |        |        |        |        |        |        |
| 57                                                                            | 58                 | -               | -               | -           | -           | -                 | -                 | 0      | 0      | 0      | 0      | 0      | 0      | 0      | 0      | 0      | 0      | 0      | 0      | 0      | 0      | 0      | 0      | 0      | 0      | 0      |        |        |        |        |        |        |        |        |        |        |        |        |        |
| Legenda                                                                       |                    |                 |                 |             |             |                   |                   |        |        |        |        |        |        |        |        |        |        |        |        |        |        |        |        |        |        |        |        |        |        |        |        |        |        |        |        |        |        |        |        |
| 1 2 3 4-10 11-30 poniżej 30 dq – dyskwalifikacja - − zawodnik nie wystartował |                    |                 |                 |             |             |                   |                   |        |        |        |        |        |        |        |        |        |        |        |        |        |        |        |        |        |        |        |        |        |        |        |        |        |        |        |        |        |        |        |        |

## FIS Cup

### Miejsca w klasyfikacji generalnej
| Sezon     | Miejsce |
| --------- | ------- |
| 2023/2024 | 125.    |

### Miejsca w poszczególnych konkursach FIS Cupu
stan po zakończeniu sezonu 2024/2025
| Źródło                                                                        | Źródło             | Źródło           | Źródło           | Źródło        | Źródło        | Źródło      | Źródło      | Źródło           | Źródło           | Źródło           | Źródło           | Źródło      | Źródło      | Źródło        | Źródło           | Źródło        | Źródło        | Źródło         | Źródło         | Źródło        | Źródło        | Źródło         | Źródło         | Źródło        | Źródło        | Źródło         | Źródło         | Źródło | Źródło | Źródło | Źródło | Źródło | Źródło | Źródło | Źródło | Źródło | Źródło | Źródło | Źródło |
| ----------------------------------------------------------------------------- | ------------------ | ---------------- | ---------------- | ------------- | ------------- | ----------- | ----------- | ---------------- | ---------------- | ---------------- | ---------------- | ----------- | ----------- | ------------- | ---------------- | ------------- | ------------- | -------------- | -------------- | ------------- | ------------- | -------------- | -------------- | ------------- | ------------- | -------------- | -------------- | ------ | ------ | ------ | ------ | ------ | ------ | ------ | ------ | ------ | ------ | ------ | ------ |
| Sezon 2023/2024                                                               |                    |                  |                  |               |               |             |             |                  |                  |                  |                  |             |             |               |                  |               |               |                |                |               |               |                |                |               |               |                |                |        |        |        |        |        |        |        |        |        |        |        |        |
| Szczyrk HS104                                                                 | Szczyrk HS104      | Einsiedeln HS117 | Einsiedeln HS117 | Villach HS98  | Villach HS98  | Râșnov HS97 | Râșnov HS97 | Kandersteg HS106 | Kandersteg HS106 | Notodden HS98    | Notodden HS98    | Falun HS100 | Falun HS100 | Szczyrk HS104 | Szczyrk HS104    | Oberhof HS100 | Oberhof HS100 | Zakopane HS140 | Zakopane HS140 | punkty        | punkty        | punkty         | punkty         | punkty        | punkty        | punkty         | punkty         | punkty | punkty | punkty | punkty | punkty | punkty | punkty | punkty | punkty | punkty | punkty |        |
| 65                                                                            | 68                 | -                | -                | -             | -             | 22          | dq          | 66               | 66               | -                | -                | -           | -           | dq            | 62               | -             | -             | -              | -              | 9             | 9             | 9              | 9              | 9             | 9             | 9              | 9              | 9      | 9      | 9      | 9      | 9      | 9      | 9      | 9      | 9      | 9      | 9      |        |
| Sezon 2024/2025                                                               |                    |                  |                  |               |               |             |             |                  |                  |                  |                  |             |             |               |                  |               |               |                |                |               |               |                |                |               |               |                |                |        |        |        |        |        |        |        |        |        |        |        |        |
| Hinterzarten HS109                                                            | Hinterzarten HS109 | Frenštát HS106   | Frenštát HS106   | Szczyrk HS104 | Szczyrk HS104 | Kranj HS109 | Kranj HS109 | Villach HS98     | Villach HS98     | Einsiedeln HS117 | Einsiedeln HS117 | Otepää HS97 | Otepää HS97 | Otepää HS97   | Kandersteg HS106 | Notodden HS98 | Notodden HS98 | Falun HS100    | Falun HS100    | Szczyrk HS104 | Szczyrk HS104 | Eisenerz HS109 | Eisenerz HS109 | Oberhof HS100 | Oberhof HS100 | Zakopane HS140 | Zakopane HS140 | punkty |        |        |        |        |        |        |        |        |        |        |        |
| 76                                                                            | 71                 | -                | -                | -             | -             | -           | -           | -                | -                | -                | -                | 54          | 52          | 50            | -                | -             | -             | 58             | 55             | 61            | 57            | -              | -              | -             | -             | -              | -              | 0      |        |        |        |        |        |        |        |        |        |        |        |
| Legenda                                                                       |                    |                  |                  |               |               |             |             |                  |                  |                  |                  |             |             |               |                  |               |               |                |                |               |               |                |                |               |               |                |                |        |        |        |        |        |        |        |        |        |        |        |        |
| 1 2 3 4-10 11-30 poniżej 30 dq – dyskwalifikacja - − zawodnik nie wystartował |                    |                  |                  |               |               |             |             |                  |                  |                  |                  |             |             |               |                  |               |               |                |                |               |               |                |                |               |               |                |                |        |        |        |        |        |        |        |        |        |        |        |        |